# ズングリ
ズングリ（イタリア語: Zungri）は、イタリア共和国カラブリア州ヴィボ・ヴァレンツィア県にある、人口約2,000人の基礎自治体（コムーネ）。

## 地理

### 位置・広がり

#### 隣接コムーネ
隣接するコムーネは以下の通り。
- ブリアーティコ
- チェッサニーティ
- ドラーピア
- フィランダーリ
- ロンビオーロ
- スピーリンガ
- ザッカノーポリ